# ماتيو غيروكس
ماتيو غيروكس هو متزلج على مسار قصير كندي، ولد في 3 فبراير 1986 في مونتريال في كندا.

## وصلات خارجية
- ماتيو غيروكس على موقع SpeedSkatingBase.eu (الإنجليزية)
- ماتيو غيروكس على موقع SpeedSkatingNews.info (الإنجليزية)
- ماتيو غيروكس على موقع SpeedSkatingStats.com (الإنجليزية)
- ماتيو غيروكس على موقع ShortTrackOnLine.info (الإنجليزية)
- ماتيو غيروكس على موقع اللجنة الأولمبية الدولية (الإنجليزية)
- ماتيو غيروكس على موقع أوليمبيديا (الإنجليزية)
- ماتيو غيروكس على موقع اللجنة الأولمبية الكندية (الإنجليزية)